# Dopolavoro Fogliano Meda 1943-1944
Questa voce raccoglie le informazioni riguardanti il Dopolavoro Fogliano Meda nelle competizioni ufficiali della stagione 1943-1944.

## Rosa
| N. |                   | Ruolo | Calciatore        |
| -- | ----------------- | ----- | ----------------- |
|    | Italia (bandiera) | A     | Carlo Bordini     |
|    | Italia (bandiera) | A     | Amedeo Cabiati    |
|    | Italia (bandiera) | C     | Piero Colli       |
|    | Italia (bandiera) | C     | Giuseppe De Feo   |
|    | Italia (bandiera) | C     | Antonio Ferrario  |
|    | Italia (bandiera) | A     | Giuseppe Frigerio |
|    | Italia (bandiera) | D     | Adolfo Giudici    |
|    | Italia (bandiera) | C     | Sandro Limonta    |
|    | Italia (bandiera) | C     | Carlo Longhi      |

| N. |                   | Ruolo | Calciatore       |
| -- | ----------------- | ----- | ---------------- |
|    | Italia (bandiera) | D     | Filippo Marelli  |
|    | Italia (bandiera) | P     | Agostino Mengo   |
|    | Italia (bandiera) | C     | Ettore Mussi     |
|    | Italia (bandiera) | C     | Remo Picozzi     |
|    | Italia (bandiera) | D     | Gino Ricchetti   |
|    | Italia (bandiera) | D     | Carlo Sangiorgio |
|    | Italia (bandiera) | P     | Enrico Somma     |
|    | Italia (bandiera) | A     | Fausto Strada    |
|    | Italia (bandiera) | C     | Mario Trezzi     |